# Меч с семью ветвями

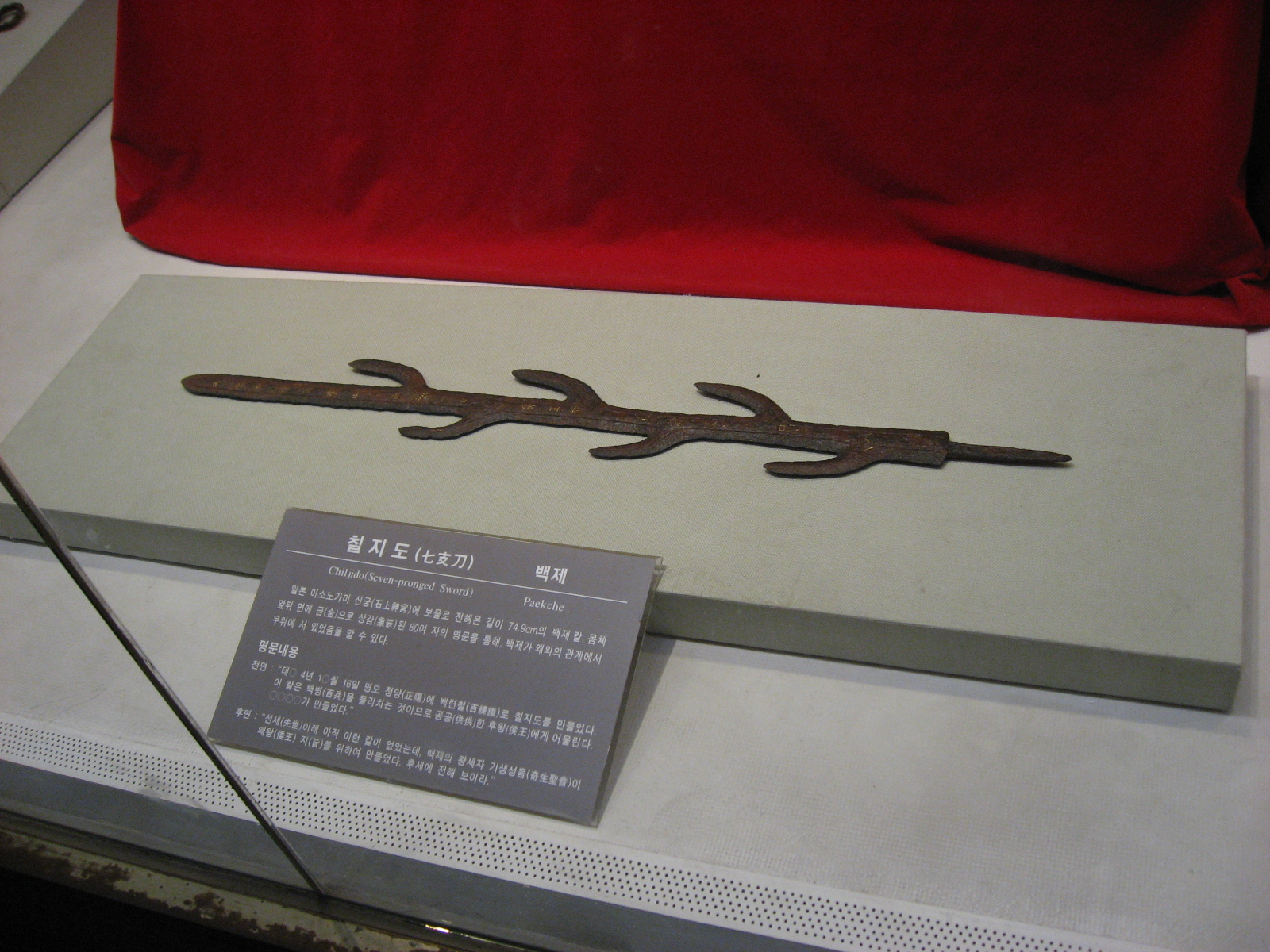
Копия меча с семью ветвями в Военном мемориале в Сеуле, Южная Корея

Меч с семью ветвями (яп. 七支刀 Ситисито:) — меч континентального производства, который, как полагают, идентичен артефакту с таким именем, дару царя Пэкче, который был вручён правителю Ямато в качестве подарка, упоминающегося в Нихон сёки на пятьдесят втором году правления полумифической императрицы Дзингу. Это железный меч длиной 74,9 см (29,5 дюйма) с шестью ветвистыми выступами вдоль центрального лезвия. Оригинальный меч хранился с древних времен в святилище Исоноками в префектуре Нара, Япония, и не выставлялся на всеобщее обозрение. Надпись на стороне клинка является важным источником для понимания взаимоотношений между государствами Корейского полуострова и Японии в тот период.

## Внешний вид
Лезвие меча 65,5 см, длина хвостовика 9,4 см. На хвостовике нет отверстия для крепления меча с рукоятью. Меч сломан в верхней части хвостовика. В прошлом материал считался кованой мягкой сталью из-за состояния поверхности излома, но теория о том, что он был отлит, стала мейнстримом благодаря последним исследованиям Цутому Судзуки и эксперименту по воспроизведению мечей Кунихиры Кавати. Поскольку «ветви» кажутся довольно хрупкими, а их функциональность в рукопашном бою сомнительна, маловероятно, что меч с семью ветвями использовался в качестве военного оружия. Вместо этого, вероятно, он имел церемониальную функцию.
Меч с древних времен хранился в святилище святилище Исоноками. Надпись на клинке была скрыта ржавчиной и была вновь обнаружена в 1870-х годах Масатомо Каном, синтоистским священником святилища. На мече имеется двусторонняя надпись, инкрустированная золотом. Этот меч был упомянут в Нихон сёки. Многие учёные занимались исследованиями, чтобы истолковать расплывчатую надпись. Снимки меча крупным планом, сделанные с помощью рентгена, были опубликованы в 1996 году.

## Происхождение
Исходя из анализа и данных археологии предположительно происхождение меча относится к временам династии Цзинь в Китае в 369 году. Тем не менее, своеобразный дизайн меча — с острием лезвия, считающимся «седьмой» ветвью — указывает на современные корейские мотивы деревьев. Другие примеры этого мотива — корона Пэкче и корона Силла. Если бы оружие действительно было произведено в Корее, оно стало бы одним из главных художественных достижений мечников Пэкче.

## Древнее описание
Меч упоминается в биографии императрицы Дзингу, легендарной японской императрицы древности. Ниже приводится оригинальный текст на классическом китайском языке:
則獻七枝刀一口 七子鏡一面及種種重寶 仍啟曰 臣國以西有水 源出自谷那鐵山 其邈七日行之不及 當飲是水 便取是山鐵以永奉聖朝
на русском:
(52-й год, осень, 9-й месяц 10-й день. Кутё и другие пришли вместе с Чикумой Нагахико) и подарил меч с семью разветвлениями и зеркало с семью разветвлениями, а также другие предметы большой ценности. Они обратились к Императрице и сказали: «К западу от страны твоих слуг есть исток реки, берущий начало от горы Чолсан в Конг-на. Это далёкий семидневный путь. К нему не нужно приближаться, но нужно пить эту воду, и, таким образом, получив железо этой горы, ждать мудреца Двора во все времена».

## В популярной культуре
- Ace Attorney — статуя Эми Фей, основательницы Кураинской школы призыва духов, держит Ситисито.
- Tenchu: Stealth Assassins — последний злодей, лорд Мей-О, владеет Ситисито, мечом с семью ветвями.
- Серии Fire Emblem:
  - Fire Emblem Awakening — меч «Амацу», найденный в игре, похож на Меч с семью ветвями.
  - Fire Emblem: Three Houses — реликтовое оружие Героев под названием «Грозовое Клеймо», которым владеет персонаж Кэтрин. Меч очень похож на Меч с семью ветвями.
- Ninja Gaiden, сюжет игры вращается вокруг кражи Клинка Тёмного Дракона, стилизованной версии меча с семью ветвями.
- Блич, духовный меч Хинамори Момо, Тобиуме, принял форму обоюдоострого клинка с тремя такими зубцами.
- Истребитель демонов, ручная деревянная реликвия, которую использовал Тандзиро, когда танцевал традиционный танец семьи Камадо Хиноками Кагура.
- Okami, как одна из глеф Аматэрасу, меч Семи ударов. У Нинетхвей также есть меч Ninestrike, основанный на мече с семью ветвями, но с девятью зубцами.
- Final Fantasy, где он появляется в нескольких играх как Nanatsuyanotachi.
- Samurai Warriors — тип оружия, которым владеет Кеншин Уэсуги.
- Sekiro: Shadows Die Twice — меч, которым владеет Божественный Дракон.
- Monster Hunter — Большой меч, созданный из электрического монстра Кирин, короля громового меча.
- Magi — буйный рог единорога, которым владеет Хинахохо. Это не меч, и у него есть два дополнительных зубца на конце рукоятки.
- Nioh 2 — пронизанный магией меч по имени Сохаямару передавался из поколения в поколение. Меч занимает центральное место в повествовании и используется для убийства ёкаи, в частности Касина Кодзи/Отакэмару, одного из трёх великих демонов Японии. Позже использовался как канал для путешествий во времени, по которому игрок на мгновение переносится в Эру Хэйан, чтобы встретиться с предыдущими владельцами клинка.